# 红蝽菌纲
红蝽菌纲（Coriobacteriia）是放线菌门中的革兰氏阳性细菌纲。红蝽菌纲中的种未形成芽孢 、专性或兼性的厌氧菌 ，它们能够在各种生态区位中蓬勃生长。 戈登氏杆菌属是该纲中仅有的能够通过鞭毛运动的种。 红蝽菌纲中的几个种与人类疾病存在不同程度的关系。 阿托波菌属，欧陆森氏菌属和神秘杆菌属种会影响人类的口腔感染，包括牙周炎、口臭 ，和其他牙髓感染。 伊格尔兹氏菌属与严重的血液菌血症和溃疡性结肠炎有关。 

## 下级分类
本纲包括以下目：
- Anaerosomatales AKhomyakova et al. 2023
  - Anaerosomataceae Khomyakova et al. 2023
    - Anaerosoma Khomyakova et al. 2023
      - Anaerosoma tenue Khomyakova et al. 2023

    - Parvivirga Khomyakova et al. 2023
      - Parvivirga hydrogeniphila Khomyakova et al. 2023
- 红蝽杆菌目 Coriobacteriales AStackebrandt et al. 1997
  - 奇异菌科 Atopobiaceae Gupta et al. 2013
  - 红蝽杆菌科 Coriobacteriaceae Stackebrandt et al. 1997
- 伊格尔兹氏菌目 Eggerthellales AGupta et al. 2013
  - 伊格尔兹氏菌科 Eggerthellaceae Gupta et al. 2013